# Joan Sentís i Nogués
Joan Sentís i Nogués (Torroja del Priorat, Priorat, 28 de juny de 1899 - Reus, Baix Camp, 12 de desembre de 1937) va ser un advocat i polític català, diputat a les Corts Espanyoles durant la Segona República.

## Biografia
Va treballar com a mestre nacional i es va llicenciar en dret per la Universitat de Barcelona en 1930. Va ser secretari de la Cambra Oficial de Comerç i Indústria de Reus el 1931-1933 i del Sindicat d'Exportadors de Vi i del d'Olis d'Oliva de l'Urgell i del Camp de Tarragona el 1932. Simultàniament, va ser president de l'Associació de la Premsa Reusenca.
Va col·laborar amb el Foment Nacionalista Republicà de Reus i simpatitzava amb Esquerra Republicana de Catalunya, amb la qual va ser elegit diputat per la província de Tarragona a les eleccions generals espanyoles de 1936 dins les llistes del Front d'Esquerres. Pel setembre de 1936 se'l va nomenar delegat inspector general d'Importació i Exportació del Govern de la República i va formar part del Socors Roig Internacional. Va morir a Reus el desembre de 1937 a causa d'una greu malaltia.